# Silly Walks Discotheque
Silly Walks Discotheque ist ein Reggae-Soundsystem aus Hamburg, welches 1991 als Silly Walks Movement gegründet wurde. 2008 erfolgte die Umbenennung, um der Trennung vom langjährigen Mitglied David Meyer und den damit verbundenen Veränderungen Ausdruck zu verleihen.
Silly Walks trugen maßgeblich zur Verbreitung von Roots Reggae und Dub in Deutschland bei und gelten als Pioniere der europäischen Soundsystemszene. Silly Walks sind seit jeher auch als Produzenten tätig.
Bei ihrem (unter Silly Walks Movement veröffentlichten) Debütalbum wirkten Stars wie Jan Delay, Gentleman, Patrice, Ce’Cile und viele andere mit. Außerdem produzieren sie ganze Alben von einzelnen Künstlern wie beispielsweise Patrice und Caramelo Criminal aus München und etliche Singles mit jamaikanischen Künstlern wie  Lutan Fyah,  Turbulence und  Tanya Stephens.
Seit 2008 und der Umbenennung in Silly Walks Discotheque arbeiten Gründungsmitglied Oliver Schrader und der seit 2003 zur Crew gehörende Joscha Hoffmann, mit Philip „Jr Blender“ Meckseper zusammen, wenn es um Musikproduktionen geht.
Auf den ersten gemeinsamen Release in 2009, den Aspire Riddim, folgte 2012 ein neues Produzentenalbum mit dem Titel Storms Of Life. Darauf sind u. a. Künstler wie Konshens, Da´Ville,  Luciano, J-Boog und der langjährige Silly Walks Weggefährte Gentleman vertreten.
2013 wurde mit dem Honey Pot Riddim ein weiteres Release auf eigenem Label veröffentlicht.

## Veröffentlichungen
Silly Walks Movement
- Forever (feat. Tanya Stephens; Single, 2002)
- Songs of Melody (Album, 2002)
- Que Sera (feat. Caramelo & Criminal; Single, 2003)
- Moonrise (feat. Patrice; Single, 2003)
- Silly Walks Movement meets Patrice (Album, 2004)
- Truly Majestic (feat. Patrice; Single, 2004)
- Caramelo & Criminal (Album mit Caramelo & Criminal, 2004)

Silly Walks Discotheque
- Aspire Riddim (u. a. mit Gentleman, Luciano, Louie Culture, Lady G ..., 2009)
- Shut Eye Country (Gentleman, Luciano & Jack Radics; Albumtrack auf Gentleman – Diversity, 2010)
- To The Top (Gentleman feat. Chris Martin; offizieller Remix erschienen auf der To The Top-Single, 2010)
- Storms Of Life (Album, 2012)
- Honey Pot Riddim (u. a. mit Chronixx, Kabaka Pyramid, RC, Ginjah)
- Mirrors (Da’Ville, Single, 2013)
- Smile Jamaica (Album, 2016)